# Provincia di Última Esperanza
La provincia di Última Esperanza è una provincia del Cile appartenente alla regione di Magellano e dell'Antartide Cilena, confinante a nord con la provincia di Capitán Prat, a sud con la provincia di Magallanes, ad est con la provincia di Santa Cruz, in Argentina e ad ovest con l'oceano Pacifico. La capitale provinciale è Puerto Natales.

## Geografia antropica

### Suddivisioni amministrative
La provincia è costituita da 2 comuni:
- Puerto Natales (capitale: Puerto Natales)
- Torres del Paine (capitale: Cerro Castillo)